# Сахаров, Александер
Александер Сахаров (эст. Aleksander Saharov; 22 апреля 1982, Тюри, Ярвамаа) — эстонский футболист, крайний полузащитник. Выступал за национальную сборную Эстонии.

## Биография

### Клубная карьера
С 12-летнего возраста занимался в школе клуба «Флора» (Кехтна). В 1998 году дебютировал во взрослых соревнованиях за старшую команду своего клуба, выступавшую в третьей лиге, забивал в среднем более гола за игру.
В ходе сезона 1999 года перешёл в таллинскую «Флору». Дебютировал в чемпионате Эстонии 31 июля 1999 года в игре против «Транса», а первый гол забил в своём втором матче, 5 августа 1999 года в ворота «Лантаны». В составе таллинского клуба выступал до 2005 года, провёл более 100 матчей, стал неоднократным чемпионом и призёром чемпионата Эстонии. Также выступал за фарм-клубы «Флоры».
В 2006 году перешёл в «Тулевик», в следующем сезоне стал лучшим бомбардиром клуба с 8 голами. В 2008—2009 годах выступал за «Нымме Калью», но играл нечасто. В июне 2009 года принял решение завершить профессиональную карьеру. Затем несколько лет играл за любительские клубы.
С 2009 года также играл за клубы по мини-футболу и пляжному футболу и за сборную Эстонии по пляжному футболу.

### Карьера в сборной
Сыграл 32 матча и забил 6 голов за сборные Эстонии младших возрастов.
Дебютировал в национальной сборной Эстонии 26 апреля 2000 года, отыграв первый тайм в матче против Люксембурга. 20 апреля 2005 года забил свой первый гол за сборную в ворота команды Норвегии. Последний матч за национальную команду сыграл 8 июня 2005 года против сборной Португалии.
Всего в 2000—2005 годах сыграл за сборную Эстонии 25 матчей и забил один гол. В большинстве матчей выходил на замену или был заменён, а все 90 минут отыграл только в одном поединке. Из 25 матчей только три были сыграны в официальных турнирах чемпионатов мира и Европы, ещё два — в Кубке Балтии, остальные — товарищеские.

### Тренерская карьера
Окончил Эстонскую спортивную гимназию (2000) и факультет физической культуры Таллинского университета (2006). Некоторое время работал детским тренером в клубах «Флора» и «Нымме Калью», но впоследствии ушёл в бизнес.

## Достижения
- Чемпион Эстонии (3): 2001, 2002, 2003
- Серебряный призёр чемпионата Эстонии (1): 2000
- Бронзовый призёр чемпионата Эстонии (2): 1999, 2004
- Финалист Кубка Эстонии (2): 2001, 2003
- Обладатель Суперкубка Эстонии (3): 2002, 2003, 2004
- Чемпион Эстонии по пляжному футболу (4): 2009, 2010, 2011, 2017